# Steuerbezirk Friesach
Der Steuerbezirk Friesach war in der ersten Hälfte des 19. Jahrhunderts einer der 89 Bezirke der Provinz Kärnten. Er umfasste lediglich die Steuergemeinde Friesach mit einer Fläche von 2103 Österreichischen Joch (etwa 12 km²). Im Jahr 1847 zählte der Bezirk 1528 Einwohner. Der sogenannte Syndikus übte in einer Person für den Bezirk die Funktionen als Bezirkskommissär, Justiziär, Grundbuchsführer und einziger geprüfter Magistratsrat aus.
Im Zuge der Reformen nach der Revolution von 1848/49 wurden die Steuerbezirke aufgelöst. Die bis dahin dem Steuerbezirk Friesach zugehörige Steuergemeinde Friesach wurde neu als politische Gemeinde Friesach organisiert und dem neuen politischen Bezirk Sankt Veit zugeteilt. Auch heute gehört der gesamte Bereich des ehemaligen Steuerbezirks Friesach zur Gemeinde Friesach.